# Patrimonio cultural boliviano

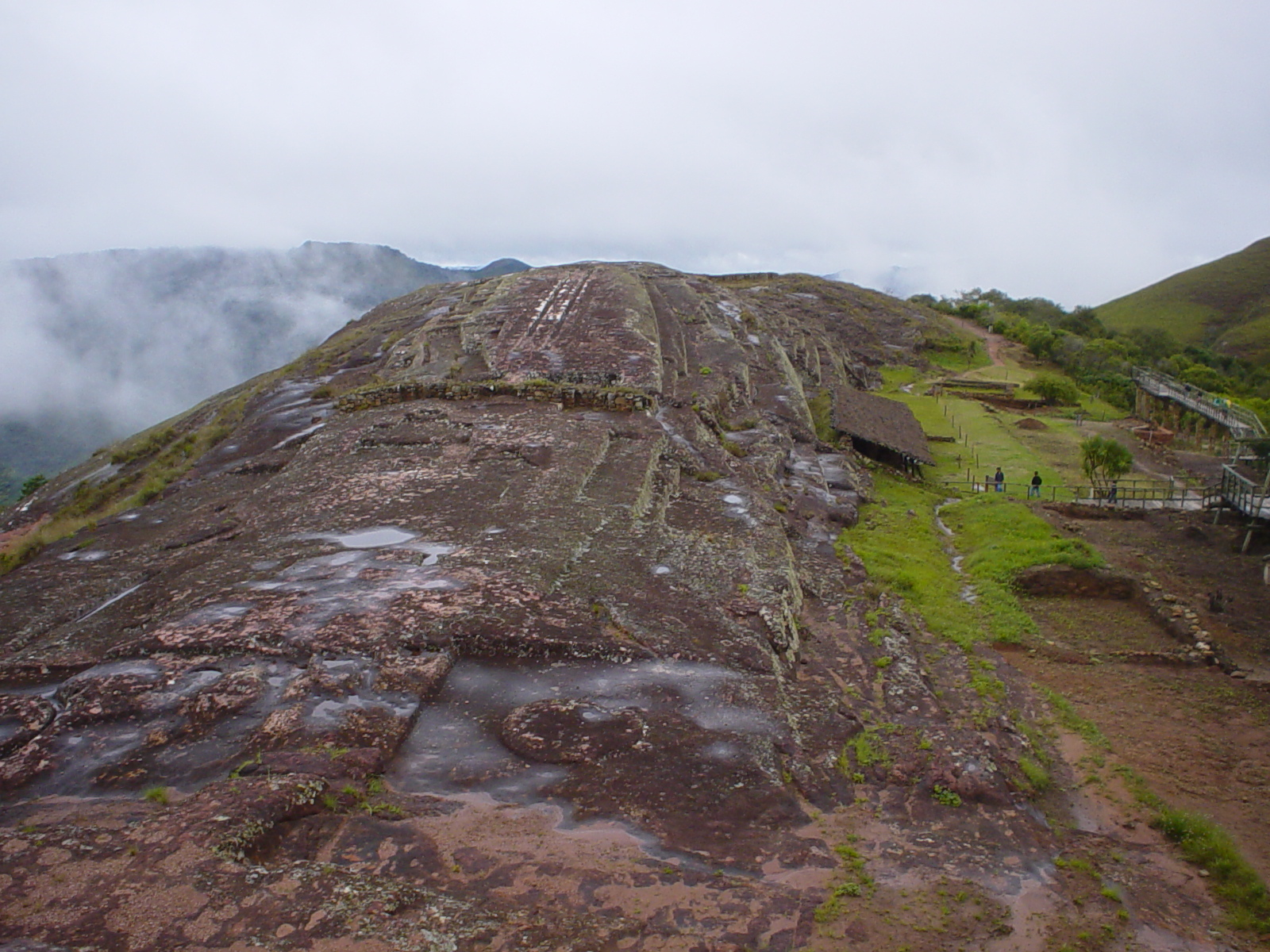
La gran Piedra del Fuerte de Samaipata

Se denomina patrimonio cultural boliviano al conjunto de bienes, tanto materiales como inmateriales, acumulados a lo largo del tiempo. Estos bienes pueden ser de tipo histórico de diversa índole, artístico (arquitectónico, escultórico, etc.) paleontológico, arqueológico, etnográfico, documental, bibliográfico, científico o técnico, así como sitios naturales o parques, que por su ecosistema o valor histórico deban ser protegidos.
Esta diversidad del tipo de bienes que comprende, explica que últimamente el término tienda a sustituirse por el de «bienes culturales» (Patrimonio cultural) acepción más reciente y de uso internacional.

## Patrimonio de la Humanidad
A escala mundial, se utiliza la figura de Patrimonio de la Humanidad (World Heritage) para proteger aquellos bienes de interés internacional. El Patrimonio de la humanidad en Bolivia tiene una serie de siete bienes materiales y cinco bienas inmateriales en esta lista.
En Bolivia, el órgano rector es el Ministerio de Culturas y Turismo y la competencia para la tutela del patrimonio histórico está descentralizada en Gobernaciones y municipios, de acuerdo a la Ley Nº 031, Marco de Autonomías y Descentralización Andrés Ibáñez, por lo que muchas de estas instancias han desarrollado su propia legislación.

## Normativa estatal
En Bolivia, el patrimonio histórico-artístico se halla regulado por la Ley Nº 530 del 23 de mayo de 2014.

### Regulación general
La Ley dispone que los bienes, según necesidad deberán ser clasificados, registrados, restituidos, repatriados, protegidos, conservados, restaurados, difundidos, defendidos y regula la propiedad, custodia, gestión, proceso de declaratorias y salvaguardia del Patrimonio Cultural Boliviano.

#### Bienes culturales
Son definidos como bienes culturales;
(...)todas las manifestaciones inmateriales y materiales de la cultura, cuyo valor depende de su origen, naturaleza, espacialidad, temporalidad, su contexto social e identidad cultural.
Es la figura jurídica mínima establecida en la ley y supone la individualización, para un bien concreto, de la protección que esta otorga al Patrimonio.

##### Procedimiento
El Procedimiento detallado de registro se definirá en la reglamentación de la ley respectiva, misma que entre sus principales componentes define el establecimiento del Sistema Plurinacional de Registro del Patrimonio Cultural Boliviano.

##### Categorías de Bienes Culturales
La Ley agrupa la totalidad del Patrimonio cultural en dos categorías
- Patrimonio Cultural Inmaterial
  -     - Tradiciones y expresiones orales, incluido el idioma como vehículo del Patrimonio Cultural Inmaterial.
    - Artes escénicas y del espectáculo.
    - Usos y prácticas sociales, rituales y actos festivos.
    - Formas tradicionales de organización social y política.
    - Cosmovisiones, saberes ancestrales, aportes científicos, conocimientos y usos relacionados con la naturaleza, la sociedad y el universo.
    - Actos y creencias religiosas.
    - Música y danza.
    - Astronomía, agricultura, ganadería, botánica y medicina tradicional.
    - Saberes y conocimientos tradicionales de predicción y prevención climática
- Patrimonio Cultural Material
  -     - Patrimonio Cultural Mueble
    - Patrimonio Cultural Inmueble

#### Régimen de protección
La normativa al respecto,define que se dictarán Declaratorias de Patrimonio al Nivel correspondiente según competencias, pudiendo ser emitidas por los Órganos Legislativos del nivel central del Estado y de las Entidades Territoriales Autónomas.
Las Declaratorias podrán ser:

##### Declaratoria de Patrimonio Cultural Nacional
Emitida por el Órgano Legislativo del nivel central del Estado, en el caso de vestigios y contextos arqueológicos, paleontológicos y subacuáticos no se requiere la declaratoria expresa para que sean reconocidos como Patrimonio Cultural Boliviano.

#### Declaratorias de Entidades Territoriales Autónomas
Estas declaraciones estarán enmarcadas de acuerdo a las competencias de cada entidad y podrán ser ratificadas para definir un bien como Patrimonio Cultural del Estado Plurinacional de Bolivia por la Asamblea Legislativa, de acuerdo a su reglamentación específica.

#### Delitos y sanciones
Los delitos y sanciones se enmarcan en lo establecido por la legislación precedente mientras no se establezca de otra manera en la reglamentación de la norma.

## Reglamentación
La implementación de algunos aspectos de la normativa no ha sido del todo aplicable, siendo necesaria la reglamentación específica para la ley 230, necesidad establecida en la propia norma. La reglamentación de la ley se hallaba en proceso de socialización durante 2017.

## Normativa Autonómica
Diversas Gobernaciones y municipios han desarrollado su propia normativa al respecto y han emitido declaratorias de patrimonio en todas las áreas definidas por la norma.

### Santa Cruz de la Sierra
La ciudad de Santa Cruz de la Sierra tiene una catalogación de al menos dos niveles para edificios patrimoniales.

### La Paz
La ciudad de La Paz realiza una catalogación de al menos tres niveles de conservación en edificaciones patrimoniales.

#### Otras normas
Otras normas locales que se relacionan con patrimonio en Bolivia son:
- La Ley Municipal de Fomento, Salvaguarda, Desarrollo y Promoción de las Culturas, La Paz.